# 吴晓乐
吳曉樂（1989年—），台灣女性小說、散文文學作家，創作題材以親子教養為主。

## 生平
1989年出生，台灣台中人，畢業於臺中市立臺中女子高級中等學校、國立台灣大學法律學系。求學時兼職家教而認識到各種家庭教養問題，進而收集為題材進行創作。其短篇小說著作《你的孩子不是你的孩子》，為記錄過去家教學生的故事，藉以探討台灣社會的親子教育問題；並改編為公共電視文化事業基金會同名電視劇，於2018年7月7日上映。

## 作品
- 初版. 網路與書出版. 2014-10-31. ISBN 9789866841590 （中文（繁體））.
- 初版. 鏡文學. 2018-07-27. ISBN 9789869545655 （中文（繁體））.
- 初版. 網路與書出版. 2019-05-31. ISBN 9789869760317 （中文（繁體））.
- 初版. 鏡文學. 2020-08-27. ISBN 9789869886857 （中文（繁體））.
- 初版. 鏡文學. 2021-12-31. ISBN 9786267054178 （中文（繁體））.
- 初版. 鏡文學. 2023-08-25. ISBN 9786267229620 （中文（繁體））.
- 初版. 蓋亞文化. 2023-09-13. ISBN 9789863199489 （中文（繁體））.